# 卡斯特尔德费尔斯
卡斯特尔德费尔斯（西班牙语，加泰隆尼亞語發音：[kəsˌteʎdəˈfɛls]）是西班牙加泰罗尼亚巴塞罗那省的一个市镇。总面积13平方公里，总人口63 077人（2013年），人口密度4924人/平方公里。